# Seegefechte auf dem Ladogasee
1. Phase: Schwedische Dominanz (1700–1709)
Dänischer Kriegsschauplatz (1700)
Humlebæk • Tönning I 
Livländ./ Estnischer Kriegsschauplatz (1700–1708)
Riga I • Jungfernhof • Varja • Pühhajoggi • Narva • Petschora • Düna • Rauge • Erastfer • Hummelshof • Embach • Tartu • Narva II • Wesenberg I • Wesenberg II
Ingermanländ./ Finnischer Kriegsschauplatz (ab 1701)
Archangelsk • Ladogasee • Nöteborg • Nyenschanz • Newa • Systerbäck • Petersburg • Wyborg I • Porvoo • Newa II • Koporje II • Kolkanpää
Litauisch-weißrussischer Kriegsschauplatz (1702–1706)
Vilnius • Saladen • Jakobstadt • Gemauerthof • Mitau • Grodno I • Olkieniki • Njaswisch • Klezk • Ljachawitschy
Polnischer Kriegsschauplatz (1702–1706)
Klissow • Pułtusk • Thorn • Lemberg • Warschau • Posen • Punitz • Tillendorf • Rakowitz • Praga • Fraustadt • Kalisch 
Russischer Kriegsschauplatz (1708–1709)
Grodno II • Golowtschin • Moljatitschi • Rajowka • Lesnaja • Desna • Baturyn • Koniecpol • Weprik • Opischnja • Krasnokutsk • Sokolki • Poltawa I • Poltawa II
2. Phase: Schweden in der Defensive (1710–1721)
Baltischer und Finnischer Kriegsschauplatz (bis 1714)
Riga II • Wyborg II • Pernau • Kexholm • Reval • Hogland • Pälkäne • Storkyro • Nyslott • Hanko 
Schwed./Norwegischer Kriegsschauplatz (1710–1721)
Helsingborg • Køge-Bucht • Bottnischer Meerbusen • Frederikshald I • Dynekilen-Fjord • Göteborg I • Strömstad • Trondheim • Frederikshald II • Marstrand • Ösel • Göteborg II • Södra Stäket • Grönham • Sundsvall
Norddeutscher Kriegsschauplatz (1711–1716)
Elbing • Wismar I • Lübow • Stralsund I • Greifswalder Bodden I • Stade • Rügen • Gadebusch • Altona • Tönning II • Stettin • Fehmarn • Wismar II • Stralsund II • Jasmund • Peenemünde • Greifswalder Bodden II • Stresow 
Die Seegefechte auf dem Ladogasee ereigneten sich am 15. Junijul. / 26. Juni 1702greg. und am 27. Augustjul. / 7. September 1702greg. zwischen zwei kleinen Seeflottillen der neu aufgebauten Russischen Marine und der Schwedischen Marine während des Großen Nordischen Krieges auf dem Ladogasee. Im Ergebnis gelang es hunderten kleinen russischen Booten die schwedische Flottille auf dem Ladogasee zur Evakuierung zu zwingen, wodurch die Seeherrschaft auf dem Ladogasee für Russland gesichert wurde und weitere Landoperationen zur Eroberung des Newaumlandes durch Russland abgesichert wurden.

## Vorgeschichte

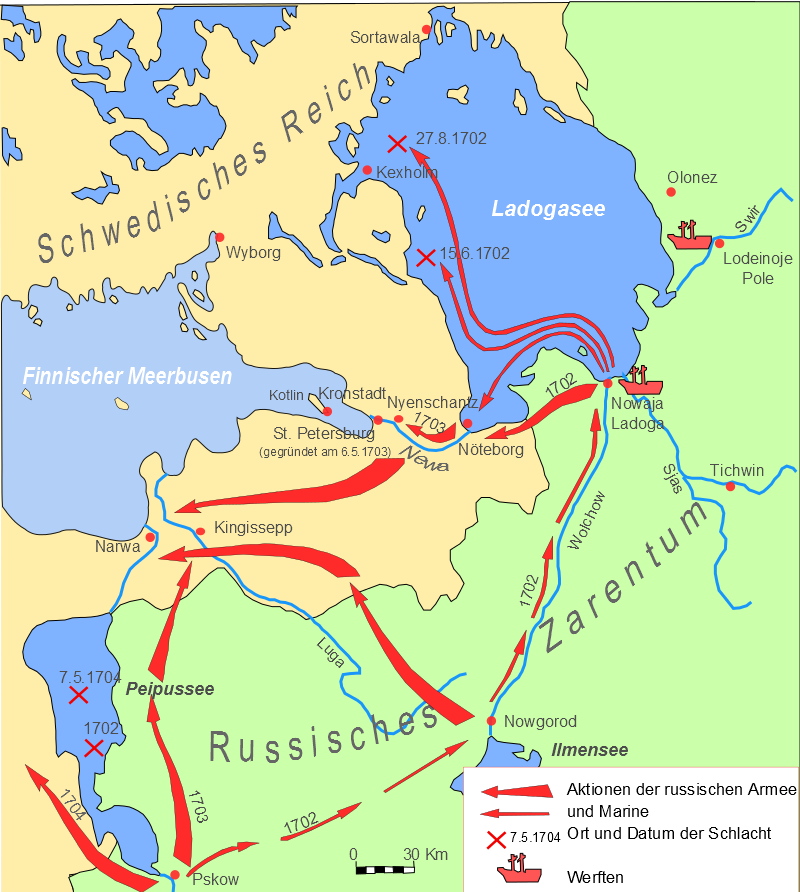
Russische Vorstöße in das schwedische Kernland von 1700 bis 1704

Der Kriegsausbruch mit Schweden 1700 erforderte sofortige russische Verstärkungen der Grenzgebiete zu Schweden im Nordwesten Russlands. Von besonderer Bedeutung war der Ladogasee, der russische und schwedische Besitzungen voneinander trennte. Der See war ein geeignetes Einfallstor auf das jeweilige feindliche Territorium.
Schweden besaß zum Schutz seiner westlich gelegenen Gebiete Ingermanland und Karelien eine kleine Flottille bestehend aus Brigantinen und Galeeren die auf dem See patrouillierte. Sie waren mit insgesamt 55 Kanonen ausgerüstet. Alle Kanonen kamen aus ausrangierten Beständen der Festungen von Nöteborg und Kexholm.
| Schiffsname | Anzahl Kanonen |
| ----------- | -------------- |
| Jioia       | 12             |
| Astrid      | 11             |
| Dusa        | 12             |
| Thor        | 16             |
| Laksen      | 6              |
| Geddan      | 6              |
| Aboren      | -              |
| Giron       | -              |

Peter I. erließ zu Beginn des Jahres 1701 den Auftrag, insgesamt 600 kleine Ruderboote jeweils mit einem Segel ausgestattet, in verschiedenen Schiffswerften an russisch kontrollierten Zuflüssen des Ladogasees zu fertigen, um die russischen Landoperationen auch von Seeseite her zu unterstützen und letztlich einen Ostseezugang von Schweden für Russland zu erobern. Diese kleinen Seeboote sollten trotz ihrer geringen Kampfkraft wie Schwärme die wenigen größeren schwedische Schiffe angreifen und letztlich vom Ladogasee vertreiben.

## Verlauf
Am 26. Juni trafen am westlichen Ufer des Sees 400 russische Soldaten in 18 kleinen unbewaffneten Booten auf eine schwedische Flottille bestehend aus drei Brigantinen, drei Galeeren und zwei Booten. Die Schweden befanden sich im Nachteil, während die Flottille ankerte war ein Großteil der Besatzung an Land als die russischen Boote eintrafen. In den entbrennenden Kämpfen wurde das schwedische Flaggschiff, die 12-Kanonen Brigantine Gjöa beschädigt und die Schweden zum Rückzug gezwungen.
Am 7. September wurde die gleiche schwedische Flottille bei Kexholm, am nordwestlichen Ufer des Ladogasees von dreißig russischen Booten überfallen. Die Situation der bedrängten schwedischen Flottille wurde so aussichtslos, dass der schwedische Kommandant Nummers entschied die Flottille gänzlich vom Ladogasee zu evakuieren.

## Folgen
Die Evakuierung der schwedischen Flottille auf der Newa flussaufwärts nach Wyborg öffnete den Ladogasee für unbegrenzte russische Versorgungslieferungen, wodurch umfangreiche russische Angriffsoperationen tief im schwedischen Ingermanland und dem Newaumland möglich wurden. Im Herbst 1702 konnte so Nöteborg durch russische Truppen erobert werden.